# Giuseppe Beati
Giuseppe Beati (Parcy-et-Tigny, 27 maggio 1899 – Gasr Reimtehah, 17 novembre 1929) è stato un militare e aviatore italiano, decorato con la medaglia d'oro al valor militare alla memoria nel corso della Riconquista della Cirenaica.

## Biografia

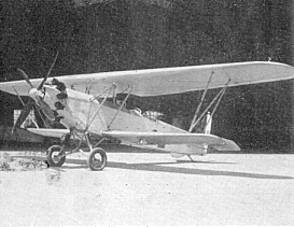
Un aereo da ricognizione e attacco IMAM Ro.1.

Nacque a Parcy-et-Tigny, in Francia, il 27 maggio 1899, figlio di Vittorio e Zelie Beati, originari di Piacenza emigrati oltralpe per motivi di lavoro.  Conseguì il diploma liceale a Parma, e nel 1917 si arruolò nel Regio Esercito, assegnato all'artiglieria da campagna. Frequentò a Parma il corso per allievi ufficiali di complemento, e nel marzo 1918 venne nominato aspirante. In forza al 50º Reggimento fanteria prestò servizio nel settore delle Alpi Giudicarie passando poi sull'altopiano di Asiago. Sottotenente nell'ottobre del 1918, fu promosso tenente nell'aprile 1920, mentre prestava servizio presso il Tribunale militare di Torino. Congedato nell'aprile 1921 fu assunto presso la SNIA Viscosa. Richiamato in servizio, in seguito ad un concorso, presso la Regia Aeronautica il 30 novembre 1925 frequentò il corso per osservatore d'aeroplano. Assegnato al comando all'Aeronautica della Cirenaica nel maggio 1926, entrò in servizio presso la 26ª Squadriglia S.V.A. dell'Aeroporto di Benina, eseguendo circa 300 ore di volo in combattimento. Il giorno 11 novembre 1929 decollò a bordo di un ricognitore IMAM Ro.1 ai cui comandi vi era il maresciallo pilota Ottone Huber, per partecipare ad una azione di bombardamento, richiesta dal comando Truppe della Cirenaica sul door di Omar al-Mukhtar. Raggiunta la verticale di Heleighima fu avvistato un grosso accampamento situato a nord di Caf Telem, e iniziò il bombardamento, aiutato dal pilota che portò l'aereo a bassa quota al fine di colpire meglio gli obiettivi. Il tiro di fucileria avversario colpì il velivolo in punti vitali e il pilota eseguì un atterraggio di fortuna. Rimasto incolume, ben presto il relitto fu accerchiato dagli arabi, ed egli aprì il fuoco con la mitragliatrice uccidendo due nemici e ferendone alcuni altri finché non venne catturato, insieme a Huber, dal nemici e fatto prigioniero. Il 17 novembre, nel corso del combattimento di Uadi Mahaggia, scorse un gruppo di autoblindo dell'esercito che inseguivano i ribelli in ritirata e tentò subito di fuggire. Inseguito e ricatturato, su diretto ordine di Omar al-Mukhtar fu ucciso sul posto. Con Regio Decreto 3 luglio 1930 fu decretata la concessione della Medaglia d'oro al valor militare alla memoria.
A Giuseppe Beati sono intitolate una via di Piacenza e una via nel comune di Besenzone (PC).

### Fonti
1. 1 2 3  Ufficio Storico Stato Maggiore dell'Aeronautica 1969, p. 28.
2. 1 2 3 4 5 6 7 8 9 10 11  Combattenti Liberazione.
3. 1 2 3  Mancini 1936, p. 78.
4. ↑   Quirinale - scheda - visto 23 dicembre 2020
5. ↑  Bollettino Ufficiale 1930, dispensa 32ª, pag.562.